# Шульга Дмитро Вікторович
Дмитро Вікторович Шульга (народився 23 травня 1976 у м. Мінськ, СРСР) — білоруський хокеїст, захисник. Виступає за «Шахтар» (Солігорськ) у  Білоруській Екстралізі. 
Виступав за «Тівалі» (Мінськ), ЦСКА (Москва), «Юність» (Мінськ), «Мечел» (Челябінськ), «Динамо-Енергія» (Єкатеринбург), «Керамін» (Мінськ).
У складі національної збірної Білорусі провів 6 матчів (2 передачі). У складі молодіжної збірної Білорусі учасник чемпіонату Європи 1994 (група B), чемпіонатів світу 1995 (група C1) і 1996 (група С).
Володар Кубка Білорусі (2008).